# Tueris

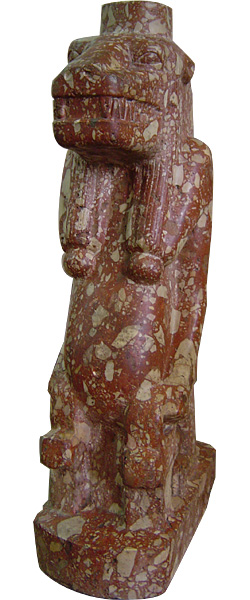
Estàtua de Tueris, al Museu Britànic

Tueris (nom grec) o Taueret (nom egipci) és una deessa de l'antic Egipte. Les representacions de la deessa Tueris s'aparten de la imatge prima i bonica que podem observar a altres divinitats com Isis o Neftis. Era una deessa que es representava amb cap i cos d'hipopòtam, cua de cocodril i mans i peus de lleona. Normalment sol aparèixer representada aixecada aguantant el pes sobre les potes posteriors, amb un ganivet a una mà i a l'altra el símbol "S3" (Sa) que representa la protecció.
Era una deessa de tipus protector, sovint la seva imatge era utilitzada per les dones embarassades per protegir-se del mal i també s'utilitzaven figures de Tueris per protegir als lactants. Era una deessa molt popular entre la població senzilla i la trobem representada a multitud d'objectes per a la llar, com llits, i també era molt utilitzada per a la confecció d'amulets per protegir-se. Durant l'època ptolemaica les seves imatges eren col·locades a l'exterior dels temples, juntament amb les de Bes per tal d'aconseguir la seva protecció.
El seu culte no només el trobem a Egipte, sinó que es va expandir fora de les seves fronteres, especialment important va ser el seu culte a Núbia i a l'illa de Creta.